# Turma da Mônica
Turma da Mônica (en español, Mónica y sus amigos o Mónica y su pandilla) es una serie muy popular de cómics brasileños creada por el dibujante Maurício de Sousa, que firma su trabajo como Maurício. La historia cuenta las aventuras de un grupo de niños de seis años que viven en un barrio ficticio llamado Bairro do Limoeiro ("Barrio del Limonero"), situado en el Estado de São Paulo. Este barrio está inspirado en el barrio de Cambuí, en Campinas.

## Creación
Maurício de Sousa era periodista policial hasta que hizo sus primeros personajes, Franjito y Bidú, en 1959. Franjito fue basado en la infancia de Maurício, y el perro Bidú fue basado en su perro Cuíca, que le tenía Maurício en su infancia. En los años siguientes, fueron creados los personajes Cebollita, Piteco, Astronauta, Penadito, Horacio y algunos personajes de Chico Bento. Desde 1963, fueron creadas los personajes femeninos, como Mónica, Magali, María Cebollita, entre tantas.
Con popularidad, Mónica tuvo su primera revista cómica desde los años 70.

## Personajes

### Centrales
Mónica (Mônica) - Fue creada desde 1963. Ella es muy conocida por su fuerza y por los niños como "La dueña de la calle", y tiene un conejo de peluche llamado Sansón (Sansão) que lo utiliza para su defensa. Mónica es la mejor amiga de Magáli, y tiene un perro llamado Monicán, que Cebollita y Cascarón le dieron como regalo de cumpleaños. En las primeras historietas, Mónica era hermana de Luís Lupa. Para crearla, Maurício de Sousa se inspiró en su propia hija, Mónica Sousa, que en la actualidad (desde 2008) es la directora comercial de la empresa Maurício de Sousa Producciones.
Cebollita (Cebolinha) - Fue creado desde 1960.  Él es un niño de 7 años listo que, con ayuda de su mejor amigo Cascarón, se hace los planes infalibles contra Mónica para tomar su conejo y convertirse en el dueño de la calle. Tiene un trastorno llamado rotacismo, el cual es la incapacidad de pronunciar la letra R.
Cascarón (Cascão) - Creado desde 1961. Él es un niño de 6 años conocido por su miedo de agua. Es el mejor amigo de Cebollita y participa de sus planes infalibles. Recicla objetos viejos para hacer juguetes con ellos. Ama a Cascuda (Polvosa en España), y es fanático por fútbol y es el mejor futbolista de su equipo. La traducción al español de Cascão no es Cascarón, es Mancha. 
Magáli (Magali) - Creada desde 1963. Ella es una niña de 7 años dulce, tierna y buena, pero siempre hambrienta. Todo lo que ve le da hambre. Es la mejor amiga de Mónica, y también es amiga de Cebollita y Cascarón. Además de comer mucho, también tiene un lado sensible, tierno y poético. Durante muchos años, Magáli fue caracterizada teniendo una sandía, que vino a ser su marca registrada, e indentificada por algunos como su fruta favorita. También baseada en otra de las hijas de Maurício.

### Otros personajes
Francisco o Franjito (En España) (Franjinha) - Desde 1959. Es un niño científico. Siempre se encuentra realizando experimentos en su laboratorio y de vez en cuando inventa diversas cosas. Está enamorado de Marina, una niña que él la admira tanto por su belleza como por su inteligencia. Él intenta conquistarla con sus inventos que fallan una y otra vez. Él y su perro Bidú fueron los primeros personajes creados por Maurício de Sousa. Inspirado en el mismo Maurício cuando era niño .
Tití (Titi). Chico de grandes dientes que le sobresalen, como Mónica. Él pasa la vida coqueteando con otras chicas, aún si tenga una novia.
Jeremías (Jeremias) - Desde 1960. Durante mucho tiempo fue el único negro del grupo. Siempre usa una gorra roja (que era de su abuelo) para esconder su calvicie, aunque todo el mundo sabe que es calvo. Antes lo dibujaban pintándolo de negro, pero en la actualidad es de color marrón.
Angelito (Anjinho) - Desde 1964. Es el ángel guardián que baja del cielo para proteger a los chicos de las situaciones peligrosas. El problema es cuando los niños irritan a Mónica (en ese caso no hay guardián que valga). En sus primeras apariciones, Angelito estaba castigado en la Tierra por ser un ángel terco. Es en esta época cuando conoce a Cebollita y los demás.
Xavier (Xaveco) - Desde 1963. El único niño que tiene padres separados y una hermana mayor. Él y su hermana viven en casa con la madre, y los fines de semana van a casa de su padre.
Contreras (Do Contra) - Desde 1994. Es un verdadero espíritu de contradicción. Le gusta Mónica y tiene un hermanito llamado Nimbus. Baseado en un hijo de Maurício.
Nimbus - Desde 1994. Hermano de Contreras. Es un amigo de Cascarón y le dan miedo los truenos. Le gusta la magia y tiene una baraja para hacer trucos de cartas. Originalmente se le daba la meteorología, está basado en un hijo de Maurício.
Humberto - Desde 1963. Personaje sordomudo que aunque tenga este problema no deja de ser un niño normal.
Marina - Desde 1994. Es una niña muy precoz que tiene habilidad para dibujar. Tiene un lápiz mágico con el que da vida a sus dibujos. Está enamorada de Francisco (Franjito) y le dan miedo los perros. Basada en la hija del mismo nombre de Maurício.
Luca - Desde 2004. Conocido como "De rueda" por andar en silla de ruedas, aunque él no deja de ser un niño normal. A pesar de su problema, nada muy bien y también es un buen jugador de baloncesto.
Dorita (Dorinha) - Desde 2004. Es una niña ciega que se ayuda de su perro que le sirve de guía. Al igual que Luca, no por ser minusválida deja de ser una niña normal.
Luís Lupa (Zé Luís) - Desde 1960. Con sus 15 o 16 años, este niño de anteojos es el de más edad y el más alto de todo el grupo. Es inteligente y siempre ayuda a los demás con las tareas escolares. Originalmente era el hermano mayor de Mónica pero con el tiempo ese parentesco desapareció.
El Loco (O Louco) - Desde 1973. Es un personaje loco que huyó del hospital psiquiátrico y entró en las historietas de Cebollita, sembrando el desorden y volviéndole loco a él también. En Mónica Joven se revela que su verdadero nombre es Licurgo y que después que se curó de su locura se ha convertido en el profesor de la pandilla.
Dudú (Dudu) - Desde 1989. Primo y amigo de Magáli, aunque al contrario que ella, a Dudú no le gusta comer. Originalmente no había parentesco entre ellos mismos, siendo introducido solamente como el nuevo vecino de Magáli, pero con el tiempo se cambió a primo de esta.
María Cebollita (Maria Cebolinha) - Desde 1963. Es la hermana bebé de Cebollita, una niña que le gusta jugar con sus muñecas y con su hermano a pesar del no tener mucha paciencia en jugar con ella. Basada en la hija más vieja de Maurício.
Milena — Desde 2017. Primer personaje femenino negro de Mónica y su Pandilla, forma parte de la Familia Sustenido, siendo una músico impecable. Debutó en cómics en enero de 2019.

### Mascotas
Bidú (Bidu) - Desde 1959. Es el perro azul de Franjito. Es listo y tiene la facultad de hablar con diversos objetos (piedras, árboles, etc). Tiene varios amigos y algunas veces aparece como "Mister B".
Sansón (Sansão) - Desde 1963. Conejito de peluche, de color azul celeste y grandes dientes que sobresalen, al que Mónica utiliza para golpear a los demás niños. Mónica se enfada mucho cuando ellos hacen nudos en las orejas del conejo. Cebollita y Cascarón lo llaman "el conejo sucio" (o coelho encardido).
Fidelius (En España) o Monicán (Monicão) - Formación de Mónica + Cão (perro) Desde 1994. Es el perro de Mónica, es como una versión perruna de ella que Cebollita y Cascarón regalaron a Mónica por su cumpleaños. Es un perro muy agitado y le encantan las visitas, así como mirar dentro de los paquetes. No le gustan los gatos.
Floquito - Desde 1961. Perro de Cebollita, tiene el pelo muy largo, es verde y su raza es Lhasa Apso de origen tibetano. Su cabeza es igual que la cola, con lo cual nunca se sabe si está de frente o de espaldas.
Chovinista o Salchichón (En España) - Desde 1963. Es el cerdo de Cascarón, y contrariamente a su dueño, le gusta bañarse. A veces Chovinista se mete en problemas por culpa de su manía de limpiarlo todo. Es educado con los demás animales.
Vainilla (Mingau) - Desde 1989. Es el gato de Magáli, de raza angora turco. Cariñoso, perezoso y a menudo orgulloso. Le encanta jugar con su dueña, así como beber leche y comer pescado, aunque sin llegar a tener el apetito de ella.
Radar - El perro guía de Dorita. También hace participacciones en sus histórias ayudando su tutora en guiarla por las calles.

## Cómics
OBS: La mayoría de las revistas de 2007 tenía portada ilustrada por Mauricio de Sousa, como ilustrador y colaborador.
- Mônica/Mónica 
  - Ed. Abril (1970-1986): 1-200
  - Ed. Globo (1987-2006): 1-246
  - Ed. Panini (2007-): 1-presente
- Cebolinha/Cebollita
  - Historias que Cebollita es el personaje con sus planes infalibles.
  - Ed. Abril (1973-1986): 1-168
  - Ed. Globo (1987-2006): 1-246
  - Ed. Panini (2007-): 1-presente
- Cascão/Cascarón
  - Historias en el mundo de Cascarón, con sus padres, su cerdo Chovinista, y etc.
  - Ed. Abril (1982-1986): 1-114
  - Ed. Globo (1987-2006): 1-467
  - Ed. Panini (2007-): 1-presente
- Chico Bento
  - Historias en el mundo de Chico Bento, con su vida en el campo.
  - Ed. Abril (1982-1986): 1-114
  - Ed. Globo (1987-2006): 1-467
  - Ed. Panini (2007-): 1-presente
- Magáli
  - Historias en el mundo de Magáli, con sus padres, su gato Vainilla, y etc.
  - Ed. Globo (1989-2006): 1-403
  - Ed. Panini (2007-): 1-presente

## Películas
- As Aventuras da Turma da Mônica (Las aventuras de Mónica y sus amigos) (1982)
- A Princesa e o Robô (La princesa y el robot) (1983)
- As Novas Aventuras da Turma da Mônica (Las nuevas aventuras de Mónica y sus amigos) (1986)
- Mônica e a Sereia do Rio (Mónica y la sirena del río) (1986)
- Turma da Mônica em: O Bicho-Papão (Mónica y sus amigos en: El coco) (1987)
- Turma da Mônica e a Estrelinha Mágica (Mónica y sus amigos y la estrellita mágica) (1988)
- Chico Bento, Oia a Onça! (¡Chico Bento, fíjate del jaguar!) (1990)
- Cine Gibi (Cine cómic) (2004)
- Cine Gibi 2 (2005)
- Uma Aventura no Tempo (Una aventura al tiempo) (2007)
- Cine Gibi 3 (2008)
- Cine Gibi 4 (2009)
- Cine Gibi 5 (2010)
- Cine Gibi 6 (2013)
- Cine Gibi 7 (2014)
- Cine Gibi 8 (2015)
- Cine Gibi 9 (2016)
- Turma da Mônica: Laços (Mónica y su pandilla: Lazos) (2019)
- Turma da Mônica: Lições (Mónica y sus Amigos: Lecciones) (2021)

## Animación
Mónica y su pandilla (Turma da Mônica, también llamado Mónica y sus amigos en el canal de YouTube) es una serie animada brasileña basada en la tíra cómica del mismo nombre creado por Mauricio de Sousa.
La serie es transmitida en Brasil por Rede Globo, las señales brasileña e hispanoamericana de Cartoon Network y en Hispanoamérica por Tooncast. La serie está hecha en Anime Studio Pro 11, en el capítulo uno.

## Videojuegos
El distribuidor Sega y Master System brasileño, Tectoy hizo una versión del juego Wonder Boy in Monsterland, y fue fransformando en Mônica no Castelo do Dragão (1991).
El juego Wonder Boy III: Dragon's trap fue transformado en Turma da Mônica, O Resgate (1993).
En Sega Mega Drive, el juego Wonder Boy in Monster World fue transformado en Turma da Mônica na Terra dos Monstros (1994).